# ペンタフルオロフェノール
ペンタフルオロフェノール(Pentafluorophenol)は、化学式C6F5OHの有機フッ素化合物（フルオロアルコール）である。フェノールの過フッ素化アナログである。白色で無臭の固体で、室温を少し超えると融解する。pKaは5.5で、最も酸性度の高いフェノールの一つである。

## 利用
ペプチド合成に用いることのできる活性エステルである、ペンタフルオロフェニルエステルの合成に用いられる。

## 危険性
「重篤な火傷症状や眼へのダメージ」を引き起こすため、経口摂取、皮膚、吸入による毒性を持つと考えられる。